# Critics' Choice Movie Award de la meilleure musique de film

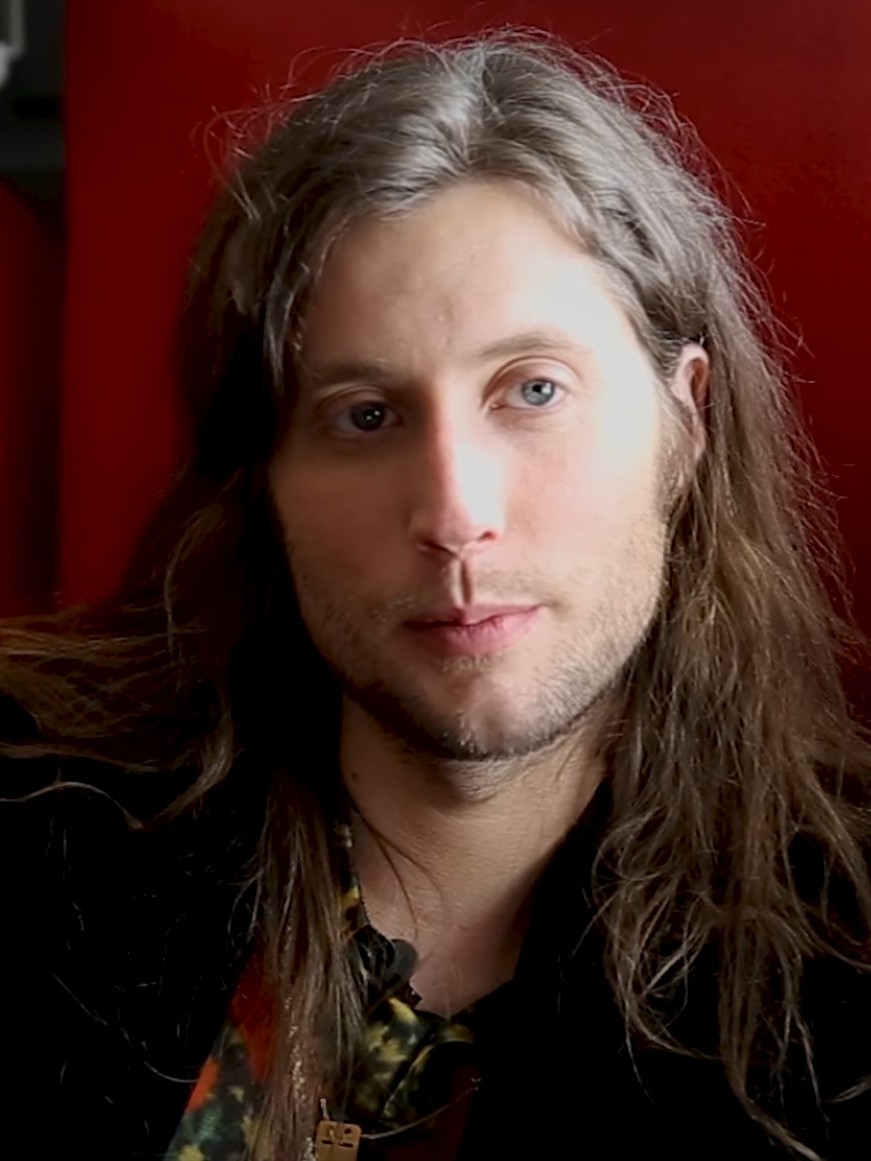
Bénéficiaire 2023 : Ludwig Göransson

Le Critics' Choice Movie Award de la meilleure musique de film (Broadcast Film Critics Association Award for Best Score) est une récompense décernée aux professionnels de l'industrie du cinéma par le jury de la Broadcast Film Critics Association depuis 1999.

## Palmarès

### Années 1990
De 1999 à 2009 : Meilleur compositeur.
- 1999 : Il faut sauver le soldat Ryan (Saving Private Ryan) – John Williams

### Années 2000
- 2000 : Le Talentueux Mr Ripley (The Talented Mr. Ripley) – Gabriel Yared

- 2001 : Gladiator – Lisa Gerrard et Hans Zimmer

- 2002 : Le Seigneur des anneaux : La Communauté de l'anneau (The Lord of The Rings: The Fellowship of the Ring) – Howard Shore
  - A.I. Intelligence artificielle (Artificial Intelligence: AI) et Harry Potter à l'école des sorciers (Harry Potter and the Sorcerer's Stone) – John Williams
  - Terre Neuve (The Shipping News) – Christopher Young

- 2003 : Arrête-moi si tu peux (Catch Me If You Can), Harry Potter et la Chambre des secrets (Harry Potter and the Chamber of Secrets) et Minority Report – John Williams 
  - The Hours – Philip Glass
  - Le Seigneur des anneaux : Les Deux Tours (The Lord of The Rings: The Two Towers) – Howard Shore

- 2004 : Le Seigneur des anneaux : Le Retour du roi (The Lord of the Rings: The Return of the King) – Howard Shore
  - Mystic River – Clint Eastwood
  - Big Fish – Danny Elfman
  - Retour à Cold Mountain (Cold Moutain) – Gabriel Yared
  - Le Dernier Samouraï (The Last Samourai) – Hans Zimmer

- 2005 : Aviator (The Aviator) – Howard Shore
  - Les Indestructibles (The Incredibles) – Michael Giacchino
  - Sideways – Rolfe Kent

- 2006 : Mémoires d'une geisha (Memoirs of a Geisha) – John Williams
  - Le Nouveau Monde (The New World) – James Horner
  - Le Secret de Brokeback Mountain (Brokeback Mountain) – Gustavo Santaolalla
  - Rencontres à Elizabethtown (Elizabethtown) – Nancy Wilson

- 2007 : L'Illusionniste (The Illusionnist) – Philip Glass 
  - The Fountain – Clint Mansell
  - The Good German – Thomas Newman
  - Babel – Gustavo Santaolalla
  - Les Infiltrés (The Departed) – Howard Shore
  - Da Vinci Code (The Da Vinci Code) – Hans Zimmer

- 2008 : There Will Be Blood – Jonny Greenwood 
  - 3 h 10 pour Yuma (3:10 to Yuma) – Marco Beltrami
  - Lust, Caution (Sè, Jiè (色、戒)) – Alexandre Desplat
  - Grace Is Gone – Clint Eastwood
  - Reviens-moi (Atonement) – Dario Marianelli
  - Il était une fois (Enchanted) – Alan Menken

- 2009 : Slumdog Millionaire – A. R. Rahman 
  - L'Étrange Histoire de Benjamin Button (The Curious Case of Benjamin Button) – Alexandre Desplat
  - L'Échange (Changeling) – Clint Eastwood
  - Harvey Milk (Milk) – Danny Elfman
  - The Dark Knight : Le Chevalier noir (The Dark Knight) – James Newton Howard et Hans Zimmer

### Années 2010
Depuis 2010 : Meilleure musique de film.
- 2010[1] : Là-haut (Up) – Michael Giacchino
  - The Informant! – Marvin Hamlisch
  - La Princesse et la Grenouille (The Princess And The Frog) – Randy Newman
  - Sherlock Holmes – Hans Zimmer
  - Max et les Maximonstres (Where the Wild Things Are) – Carter Burwell et Karen Orzolek

- 2011[2] : The Social Network – Trent Reznor et Atticus Ross
  - Black Swan – A. R. Rahman
  - Le Discours d'un roi (The King's Speech) – Alexandre Desplat
  - Inception – Hans Zimmer
  - True Grit – Carter Burwell

- 2012[3] : The Artist – Ludovic Bource
  - Cheval de guerre (War Horse) – John Williams
  - Drive – Cliff Martinez
  - Hugo Cabret (Hugo) – Howard Shore
  - Millénium : Les Hommes qui n'aimaient pas les femmes (The Girl with the Dragon Tattoo) – Trent Reznor et Atticus Ross

- 2013[4] : Lincoln – John Williams
  - Argo – Alexandre Desplat
  - The Master – Jonny Greenwood
  - L'Odyssée de Pi (Life Of Pi) – Mychael Danna
  - Moonrise Kingdom – Alexandre Desplat

- 2014[5] : Gravity – Steven Price
  - Dans l'ombre de Mary (Saving Mr. Banks) – Thomas Newman
  - Her – Arcade Fire
  - Twelve Years a Slave – Hans Zimmer

- 2015[6] : Birdman – Antonio Sánchez
  - Imitation Game (The Imitation Game) – Alexandre Desplat
  - Interstellar – Hans Zimmer
  - Gone Girl – Trent Reznor et Atticus Ross
  - Une merveilleuse histoire du temps (The Theory of Everything) – Jóhann Jóhannsson

- 2016 : Les Huit Salopards (The Hateful Eight) – Ennio Morricone
  - Carol – Carter Burwell
  - Sicario – Jóhann Jóhannsson
  - The Revenant – Ryuichi Sakamoto et Alva Noto
  - Spotlight – Howard Shore

- 2017 : La La Land – Justin Hurwitz
  - Moonlight – Nicholas Britell
  - Premier Contact (Arrival) – Jóhann Jóhannsson
  - Jackie – Mica Levi
  - Lion – Dustin O'Halloran et Hauschka

- 2018 : La Forme de l'eau (The Shape of Water) – Alexandre Desplat
  - Phantom Thread – Jonny Greenwood
  - Les Heures sombres (Darkest Hour) – Dario Marianelli
  - Blade Runner 2049 – Benjamin Wallfisch et Hans Zimmer
  - Pentagon Papers (The Post) – John Williams
  - Dunkerque (Dunkirk) – Hans Zimmer

- 2019 : First Man : Le Premier Homme sur la Lune (First Man) – Justin Hurwitz
  - Green Book – Kris Bowers
  - Si Beale Street pouvait parler (If Beale Street Could Talk) – Nicholas Britell
  - L'Île aux chiens (Isle of Dogs) – Alexandre Desplat
  - Black Panther – Ludwig Göransson
  - Le Retour de Mary Poppins (Mary Poppins Returns) – Marc Shaiman

### Années 2020
- 2020 : Joker – Hildur Guðnadóttir
  - Us – Michael Abels
  - Les Filles du docteur March (Little Women) – Alexandre Desplat
  - Marriage Story – Randy Newman
  - 1917 – Thomas Newman
  - The Irishman – Robbie Robertson

- 2021 : Jon Batiste, Trent Reznor et Atticus Ross pour Soul
  - Alexandre Desplat pour Minuit dans l'univers (The Midnight Sky)
  - Ludwig Göransson pour Tenet
  - James Newton Howard pour La Mission (News of the World)
  - Emile Mosseri pour Minari
  - Trent Reznor et Atticus Ross pour  Mank

- 2022 : Hans Zimmer pour Dune
  - Nicholas Britell pour Don't Look Up : Déni cosmique (Don't Look Up)
  - Jonny Greenwood pour The Power of the Dog
  - Jonny Greenwood pour Spencer
  - Nathan Johnson pour Nightmare Alley

- 2023 : Hildur Guðnadóttir – Tár
  - Alexandre Desplat – Pinocchio
  - Michael Giacchino – The Batman
  - Hildur Guðnadóttir – Women Talking
  - Justin Hurwitz – Babylon
  - John Williams – The Fabelmans

- 2024 : Ludwig Göransson – Oppenheimer
  - Jerskin Fendrix – Pauvres Créatures (Poor Things)
  - Michael Giacchino – Le Cercle des neiges (La sociedad de la nieve)
  - Daniel Pemberton – Spider-Man: Across the Spider-Verse
  - Robbie Robertson – Killers of the Flower Moon (à titre posthume)
  - Mark Ronson et Andrew Wyatt – Barbie

- 2025 : Trent Reznor et Atticus Ross pour Challengers
  - Volker Bertelmann pour Conclave
  - Daniel Blumberg pour The Brutalist
  - Kris Bowers pour Le Robot sauvage (The Wild Robot)
  - Clément Ducol et Camille pour Emilia Pérez
  - Hans Zimmer pour Dune, deuxième partie (Dune: Part Two)

## Statistiques

### Récompenses multiples
- 4 : John Williams
- 3 : Howard Shore
- 2 : Justin Hurwitz, Trent Reznor, Atticus Ross et Hans Zimmer

### Nominations multiples
- 11 : Hans Zimmer
- 10 : Alexandre Desplat
- 7 : Howard Shore et John Williams
- 3 : Carter Burwell, Clint Eastwood, Jonny Greenwood, Jóhann Jóhannsson, Trent Reznor et Atticus Ross
- 2 : Danny Elfman, Michael Giacchino, Philip Glass, Dario Marianelli, Thomas Newman, A. R. Rahman, Gustavo Santaolalla et Gabriel Yared